# ایست‌ایندو
ایست‌ایندو (به انگلیسی: EastIndo) یک شرکت هواپیمایی است. دفتر مرکزی ایست‌ایندو در جاکارتا، اندونزی واقع شده‌است و قطب این شرکت هواپیمایی در فرودگاه هالیم پرداناکوسوما قرار دارد.